# Panomya priapus
Panomya priapus is een tweekleppigensoort uit de familie van de Hiatellidae. De wetenschappelijke naam van de soort is voor het eerst geldig gepubliceerd in 1822 door Tilesius.